# Magerstein
Die Magerstein (3273 m, ital. Monte Magro) ist ein Berg in der Rieserfernergruppe in Südtirol. Er ist zusammen mit dem gleich hohen Wildgall der dritthöchste Gipfel der Gruppe. Er steht etwas im Schatten des höheren, etwa 1,2 Kilometer in nordwestlicher Richtung liegenden Schneebigen Nock (3358 m), mit dem er durch einen Grat verbunden ist, in dem das Frauenköpfl (3251 m) sowie das Fernerköpfl (3248 m) als weitere Gipfelpunkte aufragen. Von Süden, dem Antholzer Tal aus gesehen, ist allerdings der Magerstein der dominierende Gipfel, da er den Blick auf den Schneebigen Nock verstellt. Auf der Nordseite des Magersteins, zwischen Nordwest- und Nordostgrat, liegt der Westliche Rieserferner, der größte Gletscher der Rieserfernergruppe. Der Magerstein ist, wie auch das gesamte umliegende Gebiet, Teil des Naturparks Rieserferner-Ahrn.
Zuerst bestiegen wurde der Gipfel von Reinhold Seyerlen und Professor Reuschle aus Stuttgart mit Stefan Kirchler am 10. Juli 1878. Ausgangspunkt war die auf der Nordseite des Berges liegende damalige Rieserfernerhütte, an deren Stelle sich heute die Kasseler Hütte (auch Hochgallhütte) befindet. Sie gelangten über die Antholzer Scharte in 2¼ Stunden zum Gipfel. Am 20. August desselben Jahres erstiegen die Wiener G. Gröger und Max Dernberger, ebenfalls von der Rieserfernerhütte kommend, den Berg direkt über die Nordflanke und überwanden dabei zuletzt einen steilen Eishang.

## Anstiegsmöglichkeiten
Eine Anstiegsmöglichkeit bietet sich von der Kasseler Hütte. Dabei geht man zunächst links am Tristennöckl vorbei in Richtung der Antholzer Scharte. Ein gutes Stück unterhalb der Scharte verlässt man den Weg in südwestlicher Richtung und gelangt über den Nordostgrat zum Gipfel. Alternativ kann man auch weiter westlich in der Flanke, am südöstlichen Rand des Westlichen Rieserferners, zum Gipfel gelangen. Diese Route ist eine beliebte Skitour und wird auch mit Schneeschuhen gemacht.
Alternativ kann man auch von der Rieserfernerhütte zum Gipfel gelangen. Dabei steigt man auf markiertem Steig zunächst Richtung Nordosten, dann durch die Südostflanke der Gelttalspitze und weiter zum Fernerköpfl auf. Von dort gelangt man über den Nordwestgrat des Magersteins zum Gipfel, das Frauenköpfl kann auf der Nordseite am Rand des Gletschers umgangen werden.